# قصيدة لمياء (فلم)
قصيدة لمياء هو فيلم رسوم متحركة مغامرات لعام 2021، من إخراج وتأليف أليكس كرونمر. الفيلم من بطولة مينا مسعود وميلي ديفيس وفران طاهر.

## أحداث الفيلم
يدور الفيلم حول لمياء، وهي فتاة سورية شابة غادرت مسقط رأسها حلب كلاجئة خلال الحرب الأهلية السورية، والتي تجد العزاء في حياتها الداخلية الخيالية وهي تقرأ وتستلهم شعر الرومي.

## الممثلون
- مينا مسعود (رومي)
- ميلي ديفيس في دور لاميا
- فاران طاهر في دور باها والاد
- آيا برين كأم لاميا
- راؤول بينيه كـ السيد حماداني / المهرب
- نيسة إيسن كبسام

## العرض
تم عرض مقتطف من الفيلم في مهرجان آنسي الدولي لأفلام الرسوم المتحركة لعام 2020 ضمن تيار الأعمال قيد التقدم، عرض الفيلم المكتمل لأول مرة في آنسي في عام 2021. تتمتع شركة أفلام ويست إند بحقوق التوزيع الدولية، بينما تمتلك شركة إي سي أم بارتنرز حقوق التوزيع في أمريكا الشمالية.
استحوذت الوسائط الرقمية الحرة على حقوق دي في دي وفيديو حسب الطلب في أمريكا الشمالية وأصدرت الفيلم على منصات رقمية عالية الدقة عبر الإنترنت والكابلات والأقمار الصناعية في 21 فبراير 2023
في مجمع المراجعة روتن توميتوز، حصلت قصيدة لمياء على نسبة موافقة 90٪ بناءً على 10 مراجعات بمتوسط تقييم 7 من أصل 10

## وصلات خارجية
- الموقع الرسمي
- قصيدة لمياء  في قاعدة بيانات الأفلام على الإنترنت (بالإنجليزية)